# Robert Vernon
Pour les articles homonymes, voir Robert Vernon et Vernon.
Robert Vernon, né en 1774 et mort en 1849, est un entrepreneur et homme d'affaires anglais, connu comme un mécène de l'art.

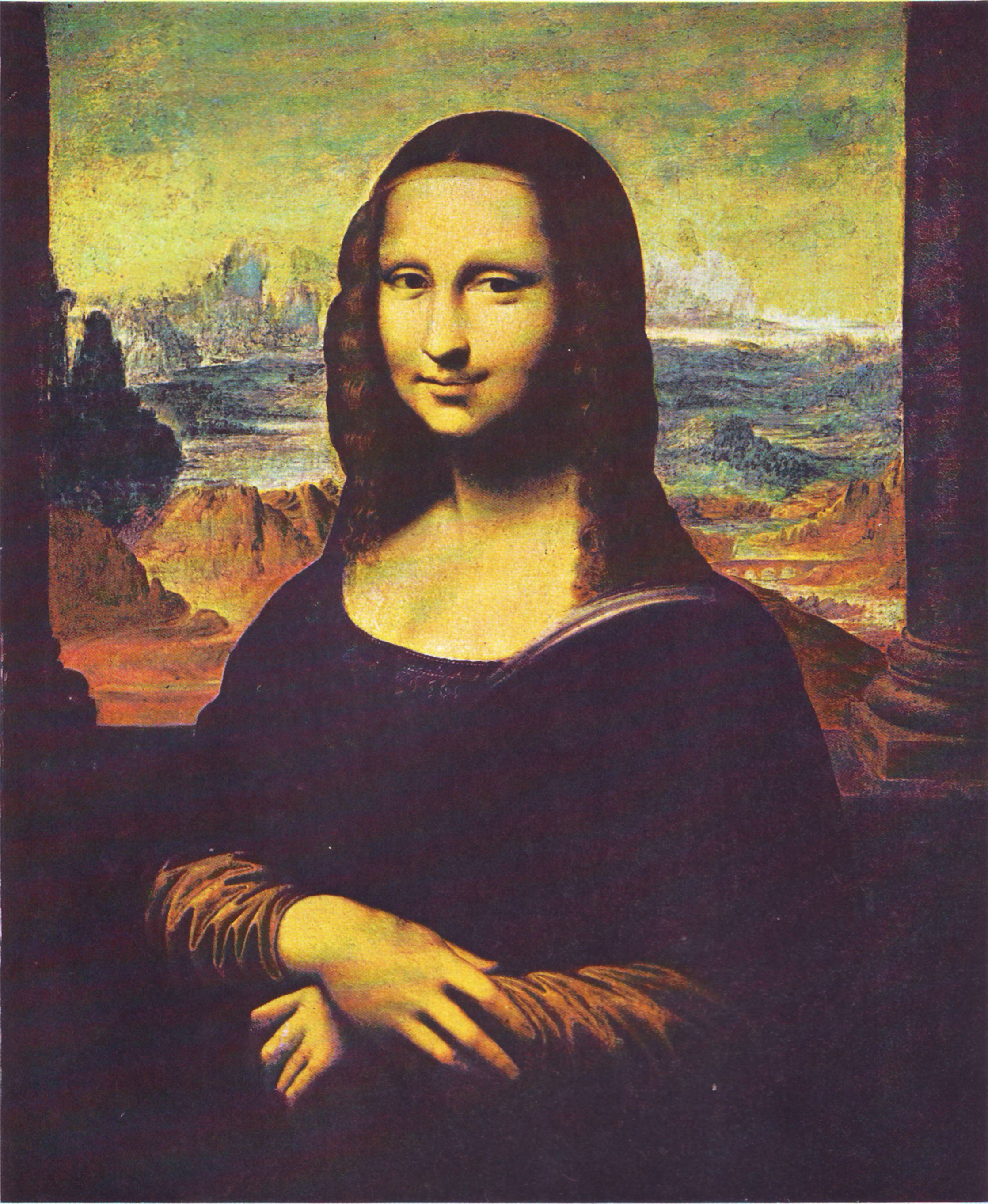
Copie de Mona Lisa, anciennement dans la collection Vernon.

## Biographie
Vernon est un autodidacte, un maître d'œuvre, un entrepreneur en détachement et un marchand de chevaux à Londres dans une large mesure. Il amasse une fortune en tant qu'entrepreneur pour la fourniture de chevaux aux armées britanniques pendant les guerres napoléoniennes.
Vernon est membre de la Society of Antiquaries.
En plus du don de sa collection, il a également l'intention de donner de l'argent dans son testament pour soutenir l'art et les artistes.
Leicester Viney Smith  hérite du célibataire Vernon, en changeant son nom de famille pour le faire.
Vernon meurt chez lui à Pall Mall, Londres le 22 mai 1849, et est inhumé à Ardington, Berkshire, où il possédait une propriété.

## Collection

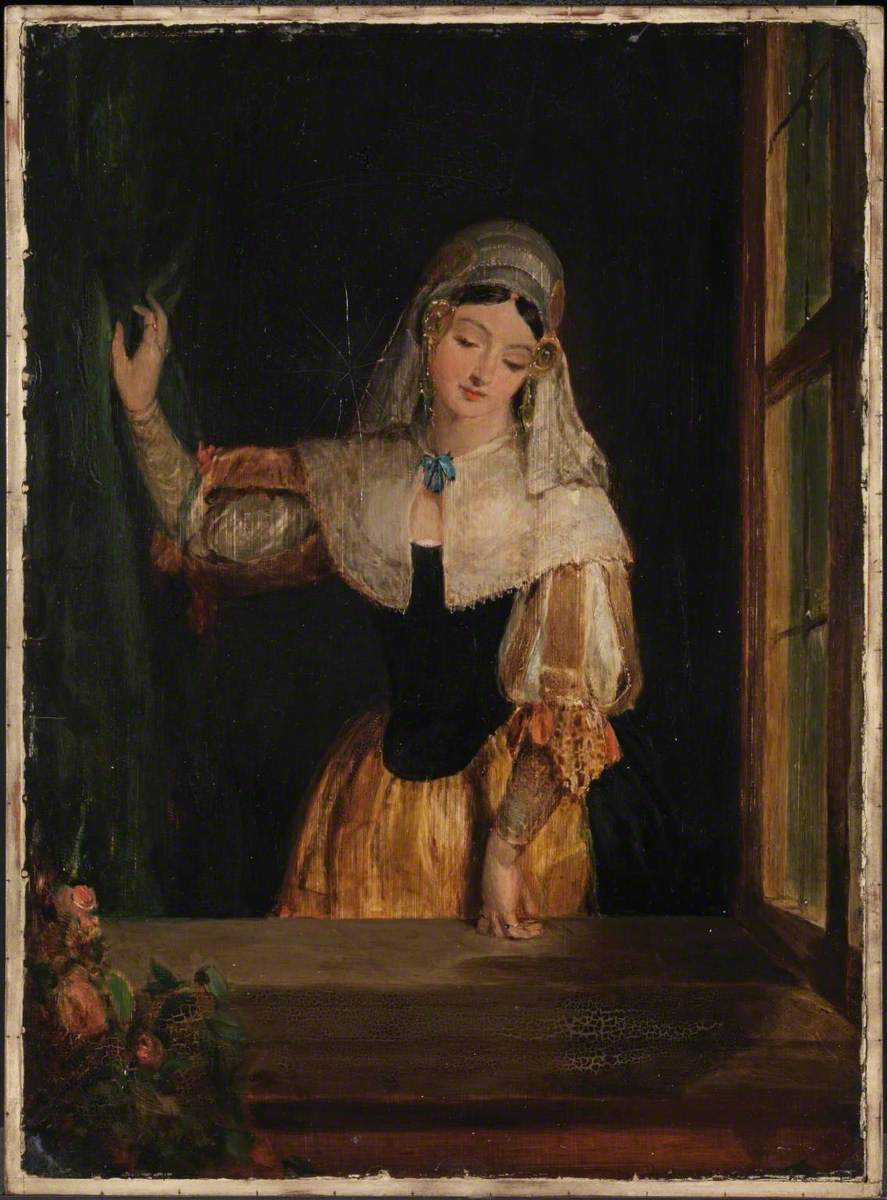
Une jeune fille hollandaise
Gilbert Stuart Newton, 1829
Tate Gallery, Londres

Entre 1820 et 1847, Vernon rassemble environ 200 tableaux d'artistes britanniques vivants, et quelques-uns d'autres peintres européens.
Il a acheté deux tableaux de Gilbert Stuart Newton, Yorick et la Grisette (1830) et La Hollandaise à sa fenêtre (1829), qui ont été transmis avec sa collection à la National Gallery.
Le 22 décembre 1847, il présente à la nation une sélection de 157 tableaux de sa collection. Cette collection est d'abord conservée à Marlborough House, avant d'être transférée au South Kensington Museum et en 1876 à la National Gallery de Trafalgar Square.
Elle est ensuite répartie entre la National Gallery et la Tate Gallery. 